# René Masclaux
René Masclaux (* 22. Dezember 1945 in Reims) ist ein ehemaliger französischer Fußballspieler. 

## Spielerkarriere
Der Außenverteidiger spielte schon als Kind und Jugendlicher (seit 1955) und dann auch im Erwachsenenbereich ausschließlich für einen Verein, Stade Reims, den Klub seiner Geburtsstadt. Mit der von Claude Prosdocimi trainierten A-Jugend-Mannschaft der Rémois gewann er 1964 die Coupe Gambardella, den frankreichweit ausgetragenen Wettbewerb, und wurde in dieser Saison auch zum Jugend-Nationalspieler. Während er seinen Militärdienst absolvierte, kam er im August 1964 auch zu seinem ersten Punktspieleinsatz in der Herrenelf (1:3-Niederlage bei der US Boulogne). Stade Reims, das anderthalb Jahrzehnte lang den französischen Vereinsfußball dominiert hatte, war in diesem Sommer allerdings überraschend in die zweite Division abgestiegen, und von den Größen der zurückliegenden Jahre trugen nur noch Raymond Kopa, Jean Wendling, Hassan Akesbi und Marcel Moreau den rot-weißen Dress. Masclaux bestritt in seiner ersten Profispielzeit 28 Ligamatches. In der Saison 1966/67 kehrte Reims in die erste Division zurück, und darin absolvierte René Masclaux am 20. August 1966 sein erstes Pflichtspiel (0:1 gegen OSC Lille). Die Spielzeit endete mit dem sofortigen Wiederabstieg von Stade, aber der Verteidiger war ob seiner konstanten Leistung in die französische Juniorennationalelf berufen worden. Damit war Masclaux' internationale Karriere allerdings auch bereits beendet.
In den folgenden Zweitligajahren wurde er zu einer Konstante in der Mannschaft, und als Stade Reims 1970 in Frankreichs fußballerisches „Oberhaus“ zurückkehrte, war er dessen Spielführer. Während der 1970er Jahre spielte er an der Seite etlicher namhafter Mannschaftskameraden wie den Nationalspielern Jean-François Jodar, Georges Lech, Yves Herbet und Torhüter Marcel Aubour sowie den Argentiniern Delio Onnis, César Laraignée, José Santiago Santamaría und Carlos Bianchi. Reims etablierte sich im Tabellenmittelfeld und spielte 1973/74 und 1975/76 sogar um den Meistertitel mit. Besonders erfolgreich verlief die Saison 1976/77, in der René Masclaux mit seiner Elf im französischen Pokalfinale stand. Bis fünf Minuten vor dem Schlusspfiff konnte der Reimser Mannschaftskapitän hoffen, gleich die Pokaltrophäe überreicht zu bekommen – dann allerdings drehte der Serienmeister dieser Zeit, die AS Saint-Étienne, die Partie doch noch und gewann mit 2:1. Dass Stade Reims im gleichen Jahr die Coppa delle Alpi gewann, konnte diesen knapp entgangenen Titel nicht kompensieren.
Im Dezember 1978 entging der Verein nur haarscharf dem Konkurs, die Spielergehälter wurden um 50 % gekürzt, einzelne Verträge während der Winterpause aufgelöst. Ein halbes Jahr später beendete Stade Reims die Saison als Tabellenschlusslicht und Absteiger. René Masclaux' Vertrag wurde nicht verlängert, und der Spieler wurde „nach 24 Jahren ohne das kleinste Dankeschön“ verabschiedet. Der bis zu Stades Rückkehr in die höchste Liga (2012) letzte Erstligaspielführer der Rémois ist dem Verein dennoch treu geblieben und schnürte noch lange Jahre regelmäßig seine Fußballstiefel für dessen Traditionsmannschaft. Hauptberuflich betrieb Masclaux, dessen Sohn Christophe in den 1980ern ebenfalls in Stades Ligamannschaft spielte, eine Bar nahe Reims.

## Palmarès
- Gewinn der Coupe Gambardella 1964
- Finalist des französischen Pokals 1977
- Gewinn der Coppa delle Alpi 1977
- 319 Spiele/2 Tore in D1, damit Rang 4 der All-times-Bestenliste der Rot-Weißen, und 159/1 in D2 (1964–1979)